# Gabrielle Carle
Gabrielle „Gabby“ Carle (* 12. Oktober 1998 in Québec) ist eine kanadische Fußballnationalspielerin, die seit 2022 in der Damallsvenskan für Kristianstads DFF spielt.

## Karriere

### Vereine
In einem Krankenhaus in Québec zur Welt gekommen, im seinerzeitigen Wohnort ihrer Eltern in Lévis aufgewachsen, begann Carle im Alter von fünf Jahren für den in ihrem Wohnort ansässigen und im Jahr 2002 gegründeten Jugendverein AS Chaudière-Ouest mit dem Fußballspielen. Dem Jugendalter entwachsen, schloss sie sich im Jahr 2015 Quebec Dynamo ARSQ an, dem Verein, der 2008 gegründet wurde und seit 2014 mit erfolgter Namensänderung unter diesem Namen in der USL W-League, der zweiten Liga des Frauenfußballs in den Vereinigten Staaten und Kanada, vertreten war. In dieser Spielklasse bestritt sie in zwei Spielzeiten Punktspiele, bevor der Spielbetrieb eingestellt wurde.
Im Jahr 2017 begab sie sich an die Florida State University um ein Studium aufzunehmen. Für das Sport-Team, den Florida State Seminoles, spielte sie Frauenfußball in der Atlantic Coast Conference in der Division I unter dem Dachverband der NCAA und gewann mit ihm die Hochschulmeisterschaft im Jahr 2018 und 2021. In ihrer Premierensaison bestritt sie 21 Spiele, in denen ihr ein Tor gelang; die meisten gelangen ihr in ihrem letzten Studienjahr 2021 mit drei in 23 Spielen. In fünf Jahren bestritt sie 100 Spiele, in denen sie acht Tore erzielte.
Nach ihrem erfolgreichen Studium mit einem Abschluss in Sportphysiologie führte sie der (sportliche) Weg nach Schweden. Am 13. Dezember 2021 wurde Carle willkommen geheißen, nachdem der schwedische Erstligist Kristianstads DFF auf seiner Webpräsenz die Verpflichtung für die Spielzeit 2022 verlauten ließ. Ihr Pflichtspieldebüt gab sie am 27. März 2022 (1. Spieltag) beim 4:0-Sieg im Heimspiel gegen den Neuling IFK Kalmar und ihr erstes Tor in der höchsten Spielklasse im schwedischen Frauenfußball erzielte sie am 30. Mai 2022 (11. Spieltag) beim 2:0-Sieg im Auswärtsspiel gegen Umeå IK mit dem Treffer zum Endstand in der 77. Minute.
Seit Januar 2023 ist sie Spielerin in der National Women’s Soccer League für Washington Spirit, bei dem Verein sie einen bis 2025 datierten Vertrag erhielt.

### Nationalmannschaft
Bereits im Alter von 14 Jahren nahm sie an einem vom 23. August bis 1. September 2013 unter Trainerin Bev Priestman abgehaltenen Sichtungsturnier für künftige U17-Nachwuchsnationalspielerinnen teil.
Carle debütierte als Nationalspielerin am 15. März 2014 in der U17-Nationalmannschaft, die in Liberia, während der in Costa Rica ausgetragenen Weltmeisterschaft, das erste Spiel der Gruppe B gegen die U17-Nationalmannschaft Deutschlands mit 2:2 bestritt. Nach den folgenden zwei Gruppenspielen gegen die Auswahlen Nordkoreas und Ghanas, kam sie auch am 27. März 2014 im Viertelfinale zum Einsatz, das mit 2:3 gegen die Auswahl Venezuelas verloren wurde.
Bei der Teilnahme am Fußballturnier der Panamerikanischen Spiele im Jahr 2015 im kanadischen Hamilton bestritt sie für die U23-Nationalmannschaft fünf Spiele einschließlich des mit 1:2 gegen die Auswahl Mexikos verlorenen Spiels um Bronze.
Für die U20-Nationalmannschaft bestritt sie als Spielführerin im Zeitraum von 2016 bis 2018 insgesamt acht Spiele. Zunächst nahm sie an der in Papua-Neuguinea ausgetragenen Weltmeisterschaft teil. Nach drei sieglosen Spielen in der Gruppe B schied sie mit ihrer Mannschaft aus dem Turnier aus. Vom 18. bis 28. Januar 2018 bestritt sie im Rahmen der CONCACAF U-20-Meisterschaft der Frauen fünf Spiele, wobei ihr letztes mit 0:1 gegen die U20-Nationalmannschaft Haitis im Spiel um Platz 3 verloren wurde.
Am 9. Dezember 2015 debütierte sie in der A-Nationalmannschaft, die im brasilianischen Natal das Freundschafts-Länderspiel gegen die Nationalmannschaft Mexikos mit 3:0 beendete. Ihr erstes Länderspieltor erzielte sie im Rahmen der Qualifikation für das olympische Fußballturnier 2016 im Verband CONCACAF. Im Finalturnier in den USA bestritt sie zwei der drei Spiele der Gruppe B und erzielte am 16. Juni 2016 in Houston beim 10:0-Sieg über die Nationalmannschaft Guatemalas das Tor zum 2:0 in der 27. Minute.
Im Turnier um den Algarve-Cup 2016 bestritt sie für ihre Mannschaft einzig sie beiden Spiele der Gruppe A gegen die Nationalmannschaften Dänemarks und Belgien. Damit hatte sie am späteren Erfolg ihrer Mannschaft, die das Finale gegen die Nationalmannschaft Brasiliens mit 2:1 gewann, Anteil.
Des Weiteren nahm sie am Turnier um die Nordamerikanische Meisterschaft 2018 teil, kam einzig am 8. Oktober im zweiten Spiel der Gruppe B beim 12:0-Sieg über die Nationalmannschaft Kubas zum Einsatz und durfte sich am Ende über den zweiten Platz mit der Mannschaft freuen.
Im Turnier um den Algarve-Cup 2019 bestritt sie für ihre Mannschaft einzig sie beiden Spiele der Gruppe A gegen die Nationalmannschaften Islands und Schottlands.
Sie gehörte zum Aufgebot für die Weltmeisterschaft 2019, blieb jedoch unter Trainer Kenneth Heiner-Møller ohne Turniereinsatz. Ihre Mannschaft schloss die Gruppe E als Zweitplatzierter ab, schied jedoch im Achtelfinale gegen die Nationalmannschaft Schwedens mit 0:1 aus dem Turnier aus.
Mit der Nationalmannschaft nahm sie auch an der sechsten Austragung des Turniers um den SheBelieves Cup in den Vereinigten Staaten teil, bestritt drei Spiele im Jahr 2021 und belegte mit ihr den dritten Platz.
Mit nur zehn Minuten Spielzeit, bedingt durch die Einwechslung für Ashley Lawrence im ersten Spiel der Gruppe E, das gegen das Team GB mit 0:2 im Rahmen des olympischen Fußballturniers 2020 verloren wurde, hatte sie am späteren Gewinn der Goldmedaille Anteil – im Finale am 6. August 2021 in Yokohama wurde die Nationalmannschaft Schwedens erst im Elfmeterschießen mit 3:2 bezwungen.
Bei der Premiere des Turniers um den Arnold Clark Cup bestritt sie am 20. Februar 2022 das in Norwich mit 1:0 gewonnene Spiel gegen die Nationalmannschaft Deutschlands und das am 23. Februar 2022 in Wolverhampton mit 0:1 verlorene Spiel gegen die Nationalmannschaft Spaniens.
Am 9. Juli 2023 wurde sie für die WM 2023 nominiert, kam jedoch nicht zum Einsatz und schied mit ihrer Mannschaft nach der Vorrunde aus.

## Erfolge
- Olympische Goldmedaille 2021
- Dritter SheBelieves Cup 2021
- Finalist Qualifikation olympisches Fußballturnier 2016, 2020
- Algarve-Cup-Sieger 2016, -Dritter 2019
- Finalist Nordamerikanische Meisterschaft 2018
- NCAA-Hochschulmeister 2018, 2021

## Auszeichnungen (Auswahl)
- Stipendiat-Sportler des Jahres 2021
- Elite 90-Preisträger 2018, 2021[13]
- Wertvollster Spieler 2013 (U15), 2014 (U16)
- Bester Seniorenspieler in Quebec im Jahr 2016
- Bester Juniorenspieler in der Provinz Quebec im Jahr 2015